# Membre de Stains
Le membre de Stains relevait de la commanderie de Gonesse qui faisait partie du prieuré hospitalier du Temple.

## Les origines
Il avait été cédé, en janvier 1239, le fief de Stains par Gervais de Chaumont, avec l'autorisation de Guillaume de Flaucourt, seigneur dominant, à l'ordre du Temple pour 12 livres parisis,.

## Le membre
Cette terre fut vendue, en 1602, à Antoine Matharel, avocat.

## Sources
- Eugène Mannier, Les commanderies du grand prieuré de France d'après les documents inédits conservés aux archives nationales à Paris, Paris, 1872 (lire en ligne)